# 飯島正治

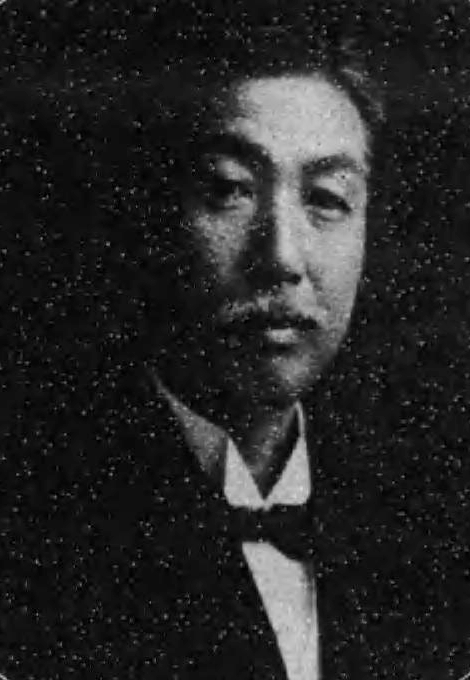
飯島正治の肖像写真

飯島 正治（いいじま まさじ / しょうじ、文久元年5月22日〈1861年6月29日〉 - 1922年〈大正11年〉7月24日）は、明治から大正時代にかけての日本の政治家・実業家である。政治家としては長野県会議員（1期）や衆議院議員（2期）を歴任、実業家としては六十三銀行頭取を長く務めた。号は雪州。
子に六十三銀行の後身にあたる八十二銀行で頭取を務めた飯島正一がいる。

## 来歴

### 政界での活動
飯島正治は、文久元年5月22日（新暦：1861年6月29日）、飯島新左衛門の長男として生まれた。飯島家は信濃国更級郡今井村（後の長野県更級郡中津村、現・長野市）の素封家。300年を越える旧家であり、先祖は上野国館林から移り住んできたと伝わる。
1881年（明治14年）3月に家督を継いだ。同年、父・新左衛門が務めていた今井村の戸長に就任。1885年（明治18年）4月の戸長官選化の際に今井村ほか2か村の戸長に就任し、1年ほど務めた（1887年1月時点では別人が務める）。1890年（明治23年）2月には長野県会議員に当選したが、1891年（明治24年）7月の制度改正に伴う改選で落選した。同年4月、更級郡の郡会議員に大地主議員の枠で選ばれた。
政界では次いで1898年（明治31年）3月に行われた第5回衆議院議員総選挙に長野県第1区から自由党より出馬、衆議院議員に初当選した。従来、長野県第1区（更級郡と上水内郡）は飯島や小坂善之助・小島相陽・矢島浦太郎らが加盟する「信濃実業同志会」の地盤であり、第5回総選挙でも前職の小坂が立候補する予定であった。ところが上水内郡側からの立候補が続いているとして更級郡側の会員から次回総選挙は更級郡側に譲るべしとの意見が出ると、小坂は条件付き立候補を拒絶、最終的に立候補を取りやめた。そして小島や田島広太ら反小坂派は「更水同志会」を組織して更級郡側からの候補者として飯島を擁立したのであった。
1898年8月の第6回総選挙では憲政党から出馬し、小坂善之助を破って再選された。この選挙前に山田荘左衛門主導で信濃同志会と更水同志会を再統合する動きがあり、今回の選挙では旧信濃同志会、次回の選挙では更水同志会からそれぞれ候補者を擁立することが決定されたものの、飯島は会から離れて憲政党からの立候補を決めた。10月に憲政党が解党されると（新）憲政党へ移り、1900年（明治33年）9月に立憲政友会が結党されると同党に加わった。1902年（明治35年）8月の第7回総選挙には出馬していない。

### 実業界での活動
実業界では、1893年（明治26年）4月に第六十三国立銀行（後の六十三銀行）の頭取に就任した。同社は埴科郡松代町（現・長野市）の銀行で、1878年（明治11年）に旧松代藩士族らによって設立。経営難が長く続いていたところに松代大火が発生して経営に行き詰ったため、更級郡稲荷山町（現・千曲市）にあった稲荷山銀行に救援を求めたところ、頭取に選任されたのが飯島であった。第六十三国立銀行は減資などの手続きを経て1893年12月稲荷山銀行と合併する。合併手続き中の同年10月飯島は一旦頭取を退き（取締役には残る）、稲荷山銀行頭取の小出八郎右衛門と交代した。
1897年（明治30年）7月、第六十三国立銀行は私立銀行に転換し六十三銀行となる。同年8月、飯島は長野県における農工銀行設立にあたって長野県知事より設立委員に任命され、1898年（明治31年）3月の長野農工銀行設立に参画する（同社の役員には就任せず）。同年3月21日、頭取小出八郎右衛門が長野農工銀行の初代頭取へ転出したことから、飯島がその後任として六十三銀行第2代頭取に就任した。飯島は小出の堅実経営路線を継承しつつ長野県内全域への店舗網の拡大を推進。地場産業である養蚕業・製糸業など蚕糸業に重きを置きつつも、一般商業・醸造業など蚕糸業以外にも貸出を増加させ、蚕糸業だけに依存しない経営を築いた。六十三銀行は銀行統合にも積極的で、1905年（明治38年）に須坂の高井銀行を合併したのを皮切りに、松本市の信濃商業銀行（1909年合併）や長野市の長野商業銀行（1914年合併）などを合併、さらには1920年（大正9年）には新潟県上越地方の上越銀行・成資銀行を合併した。相次ぐ合併や増資により、六十三銀行の資本金は頭取就任時に20万円であったものが1920年には1100万円へと拡大している。
飯島は銀行業以外にも新聞社の長野新聞株式会社や電力会社の信濃電気に関わった。長野新聞は1899年（明治32年）4月長野市に設立（社長宮下一清）。小坂善之助が「信濃毎日新聞」を引き取って新聞経営を開始したことに対抗する形で設立されたもので、競合する新聞「長野新聞」を発行した。飯島は会社設立にあたって取締役に就任し、1903年（明治36年）には社長となっている。信濃電気は上高井郡須坂町（現・須坂市）に設立された電力会社で、飯島は越寿三郎や山田荘左衛門らと発起人に名を連ね、1903年5月に会社が発足すると取締役に就いた。
1920年時点の役員録によると、飯島は長野県外においては台湾地所建物・基隆地所建物（東京）の監査役に在任中であった。台湾地所建物（旧・打狗地所建物）・基隆地所建物はともに浅野総一郎の首唱で設立された土地会社で、台湾の高雄および基隆にて港湾部の土地開発を手掛けた。
1921年（大正10年）7月25日、病気のため小林暢に後を託し六十三銀行頭取から退任。同年10月に信濃電気取締役を辞任したのち、1922年（大正11年）7月24日、62歳で死去した。死去時まで長野新聞取締役に在任していた。

## 家族
- 長男：飯島正一 - 六十三銀行で支配人のち常務、後身八十二銀行では常務・副頭取を経て1944年から1951年まで頭取を務めた[26]。
- 孫：小田切新太郎- 長女はるの息子、信越化学工業社長
- 孫の夫：小出隆- 長女はるの娘はなの夫、小出八郎右衛門の息子、八十二銀行頭取